# Venom le cascadeur
Venom le cascadeur, à l'état civil Koffi Olivier, né en 1987 à Bondoukou, est un chanteur et auteur-compositeur-interprète ivoirien.

## Biographie

### Enfance et études
Venom le cascadeur naît en 1987 à Bondoukou d'un père ivoirien et d'une mère béninoise d'où sa nationalité. Il commence ses études à l'école sud de Bondoukou. Après l'obtention de son certificat d'étude primaire (CEP), il est orienté vers le collège Gbao de san pedro. Quatre ans plus tard il y ressort avec son brevet et est ensuite orienté vers le lycée moderne de Andokoi où il obtient son baccalauréat et décide d'intégrer le groupe de musique Boulevard DJ  composé de Kerozen DJ et Oscar DJ.

## Carrière musicale
Trois ans plus tard il se retire du groupe et décide en 2009 de commencer une carrière solo. Il revient sur la scène musicale en 2014 avec un nouvel album intitulé "Tu es jaloux de ce que Dieu m'a donné". Il enchaîne les tubes "reconnaissance acte2", ensuite "l'argent", puis "maman est mieux". Après avoir déclaré sa reprise des cours en 2021, Venom le cascadeur affirme ne plus vouloir faire du coupé décalé comme style musical et sort en 2022 un single intitulé "Gbètoh Bada",,,,,.

## Discographie

### Singles
Venom a à son actif plusieurs singles,:
- 2019 : Maman est mieux
- 2019 : L'argent
- 2019 : “ N'oublie jamais “
- 2020 : “ Eternel “
- 2019 : “ Respect “
- 2019 : “ Laisse moi vivre “
- 2022 : “ Sur le coté “
- 2019 : “ Reconnaissance “
- 2018 : “ Hypocrisito “
- 2015 : “ Un jour “
- 2022 : Gbetoh bada